# جورج اتکینسون (بازیکن فوتبال قرن ۱۹۰۰)
جورج اتکینسون (انگلیسی: George Atkinson) بازیکن فوتبال اهل بریتانیا بود.
از باشگاه‌هایی که در آن بازی کرده‌است می‌توان به باشگاه فوتبال برنلی اشاره کرد.